# デレク・パーフィット
デレク・パーフィット（Derek Parfit、1942年12月11日 - 2017年1月1日）は、中国四川省成都市生まれのイギリスの哲学者。専門領域は人格の同一性、合理性、道徳。オックスフォード大学のオール・ソウルズ・カレッジのフェロー。ニューヨーク大学、ハーバード大学、ラトガース大学の客員教授も務める。英語圏における最も独創的な道徳哲学者の一人とも言われる。
2017年1月2日、パーフィットが前夜に亡くなったというニュースが報じられた。

## 略歴
デレク・パーフィットは1942年に中国四川省成都市で、ノーマン・パーフィット（Norman Parfit）とジェシー・パーフィット（Jessie Parfit）の子供として生まれた。両親ともに医者で、中国にあるキリスト教系の病院で予防医学を教えるために、イギリスから中国西部に引っ越してきていた。デレクはそこで生まれた。デレクが生まれた翌年、家族はイギリスに帰り、オックスフォードに住む。デレクは全寮制の学校イートン校に送られる。1961年、オックスフォード大学に進み、近代史を学ぶ。1964年にオックスフォード大学を卒業した後、1965年から1966年まで二年間、ハークネス奨学金（Harkness Fellowship）を得て、アメリカに行く。コロンビア大学とハーバード大学で学ぶ。この二年間の間に、歴史を捨てて哲学の道に進むことを決める。 その後イギリスに戻りオックスフォード大学のオール・ソウルズ・カレッジに勤める。以後、2012年現在まで、オール・ソウルズ・カレッジに勤めている。2014年ショック賞論理学・哲学部門受賞。
妻は哲学者のジャネット・ラドクリフ・リチャーズ（Janet Radcliffe Richards）。パーフィットが講師を務める講義に彼女が参加したのをきっかけに二人は知り合い、結婚した。

## 著作
- 1964: Eton Microcosm. Edited by Anthony Cheetham and Derek Parfit. London: Sidgwick & Jackson.
- 1971: "Personal Identity". Philosophical Review. vol. 80: 3–27. JSTOR 2184309
- 1979: "Is Common-Sense Morality Self-Defeating?". The Journal of Philosophy, vol. 76, pp. 533–545, October. JSTOR 2025548
- 1984: Reasons and Persons. Oxford: Clarendon Press. ISBN 0-19-824615-3
森村進訳『理由と人格：非人格性の倫理へ』勁草書房、1998年
- 1992: "Against the social discount rate" (with Tyler Cowen), in Peter Laslett & James S. Fishkin (eds.) Justice between age groups and generations, New Haven: Yale University Press, pp. 144–161.
- 1997: "Reasons and Motivation". The Aristotelian Soc. Supp., vol. 77: 99–130. JSTOR 4106956
- 2003: Parfit, Derek (2003). “Justifiability to each person”. Ratio 16 (4):  368–390. doi:10.1046/j.1467-9329.2003.00229.x.
- 2006: "Normativity", in Russ Shafer-Landau (ed.). Oxford Studies in Metaethics, vol. I. Oxford: Clarendon Press.
- 2011: On What Matters, vols. 1 and 2. Oxford University Press.
森村進訳『重要なことについて 第1巻』勁草書房、2022年／森村進、奥野久美恵訳『重要なことについて 第2巻』勁草書房、2022年
- 2017: On What Matters, vol. 3. Oxford University Press.
森村進訳『重要なことについて 第3巻』勁草書房、2023年

## 関連文献
- Jussi Suikkanen and John Cottingham (Editors), Essays on Derek Parfit's On What Matters (Oxford, Wiley-Blackwell, 2009).
- 森岡正博 「デレク・パーフィットと死の予感」 『創文』294号　1988年11月　14-18頁 （オンライン・ペーパー）
- 伊勢俊彦 「道徳はすべての人のために、だがこの私はこの私でしかなく──『理由と人格』を読む──」 『唯物論研究年報』第4号（1999）所収予定 （オンライン・ペーパー）
- 坂倉涼 「【研究ノート】パーフィットの一人称に関する問題について：Parfit's Problem of First Person 」 千葉大学人文社会科学研究, no.20, pp.273-284 (2010) （オンライン・ペーパー）
- 奥野満里子 「パーフィットの人格および人格同一性の議論について」 実践哲学研究 Vol.18, pp.21-39 (1995) （オンライン・ペーパー）